# Dębowo (powiat świecki)
Dębowo (niem. Eichdorf) – kolonia w Polsce, położona w województwie kujawsko-pomorskim, w powiecie świeckim, w gminie Lniano.
W latach 1975–1998 miejscowość administracyjnie należała do województwa bydgoskiego.